# Estação José Cândido da Silveira
José Cândido da Silveira é uma estação da Linha 1 do Metrô de Belo Horizonte, localizada entre os bairros Santa Inês e União.

## História
Parte da segunda etapa de expansão do metrô iniciada em 1994, a estação José Cândido da Silveira foi inaugurada em abril de 1997.

## Terminal Rodoviário (2012-2017)
A partir de 1 de dezembro de 2012 haverá a transferência de embarque e desembarque de viagens interestaduais da rodoviária, no centro de Belo Horizonte, para a Estação José Cândido da Silveira. Agentes da regional centro-sul da prefeitura e da BHTrans estarão no terminal para auxiliar passageiros com destino ao nordeste, Espírito Santo, Belém, Brasília, Campos dos Goytacazes (RJ) e São João da Barra (RJ) devem embarcar no novo terminal improvisado.  As passagens têm o local de embarque e vêm com um folheto que dá orientações de como chegar à estação. A mudança fica em vigor até a inauguração da nova rodoviária, no bairro São Gabriel. A substituição foi feita devido às obras do BRT na Estação São Gabriel, usada como ponto de apoio da rodoviária entre dezembro de 2009 e fevereiro deste ano. A estação José Cândido da Silveira conta com banheiros, guichês de informações ao usuário, 450 cadeiras, quiosques de alimentação, estacionamento, pontos de táxi, Juizado da Infância e Juventude e agentes da Guarda Municipal, polícias Militar e Civil e da BHTrans. Em abril de 2017, o terminal foi desativado.